# Josef Karl Friedjung
Josef Karl Friedjung (geboren 6. Mai 1871 in Nedweditz, Österreich-Ungarn; gestorben 25. März 1946 in Haifa, Völkerbundsmandat für Palästina) war ein österreichischer Kinderarzt und Politiker.

## Leben
Friedjung wuchs zweisprachig auf und besuchte die tschechische Volksschule. Die Familie zog 1882 nach Wien, wo er am Akademischen Gymnasium (Wien) die Matura machte. Er war Einjährig-Freiwilliger in Wien und Laibach und studierte dann studierte Klavier und Komposition am Konservatorium der Gesellschaft der Musikfreunde in Wien. Da sein Vater früh starb, brach er die Ausbildung ab und wechselte zu einem Medizinstudium an die Universität Wien. Die Praktika dieses Studiums absolvierte er meistenteils an der Universitätsklinik. 1895 konnte er mit der Promotion zum „Dr. med.“ sein Studium erfolgreich abschließen.
Noch im selben Jahr ging Friedjung für zwei Jahre nach Berlin, um sich bei Otto Heubner zum Facharzt für Kinderheilkunde ausbilden zu lassen. Ende 1897 kehrte er nach Wien zurück und bekam an der Poliklinik eine Anstellung als Assistenzarzt. 1903 wurde Friedjung ein Mitglied im Bund der Freimaurer
sowie der Monisten. 1904 wechselte er an das Erste öffentliche Kinder-Kranken-Institut und arbeitete dort u. a. mit Max Kassowitz zusammen. 1906 gründete Josef Karl Friedjung, gemeinsam mit dem Pädagogen Wilhelm Jerusalem (1854–1923), dem Politiker Julius Ofner (1845–1924) und dem Gynäkologen Hugo Klein (1863–1937), den „Österreichischen Bundes für Mutterschutz“.
Durch Max Kassowitz machte Friedjung dann auch die Bekanntschaft mit Sigmund Freud und arbeitet ab 1905 mit ihm zusammen. Freud konnte Friedjung 1909 als Mitglied der Psychoanalytischen Vereinigung gewinnen. Zwischen 1911 und 1914 und später nochmals von 1919 und 1926 war Friedjung neben seinen Tätigkeiten als Arzt auch in der Geschäftsleitung des Kinder-Kranken-Instituts tätig.
Während des Ersten Weltkriegs wurde er eingezogen und war in Wien, Bruck und an der Balkan-Front eingesetzt. In der Revolution 1918 wählte man ihn zum Vorsitzenden der Gesundheitskommission im Wiener Arbeiterrat, dabei schloss er mit Rudolf Dreikurs Freundschaft.
Sein politisches Engagement brachte Friedjung 1919 ein Mandat des oberösterreichischen Landtags ein; dieses Amt hatte er bis 1922 inne. Zwischen 1922 und 1934 fungierte auch als sozialdemokratischer Gemeinderat in Wien.
Friedjung habilitierte 1920 im Fach Kinderheilkunde und er hielt ab 1921 Vorlesungen an der Universität Wien. Ab 1925 leitete er das Kinderambulatorium in Wien-Ottakring.
1934, nach der Ermordung von Engelbert Dollfuß, verlor er alle seine universitären Ämter (Austrofaschismus) und wurde für einige Wochen im Lager Wöllersdorf inhaftiert.
Im Jahr des Anschlusses emigrierte Friedjung nach Palästina und ließ sich in Haifa nieder. Ab 1940 engagierte ihn die Jewish Agency als Berater für medizinische und psychologische Fragen. Sechs Wochen vor seinem 74. Geburtstag starb Josef Karl Friedjung am 25. März 1946 in Haifa und fand dort auch seine letzte Ruhestätte.
Im Jahr 1956 wurde in Wien-Simmering (11. Bezirk) die Friedjunggasse nach ihm benannt.

## Rezeption
Der Schwerpunkt von Friedjungs Arbeit war der Versuch, gerade die neu gewonnenen Erkenntnisse der Psychoanalyse in der Kinderheilkunde nutzbringend zu verwenden. Auch die neuen Wege der Psychotherapie, Psychiatrie und der Pädagogik versuchte er in die Kinderheilkunde miteinzubringen.

## Zeitschriftenbeiträge (Auswahl)
In: Der sozialistische Arzt
- Freie Arztwahl oder feste Besoldung des Arztes? Band V (1929), Heft 3 (September), S. 108–115 Digitalisat
- Erklärung des Genossen Friedjung (Zur Gründung der soz. Ärzte-Internationale). Band VII (1931), Heft 11 (November), S. 302–303 Digitalisat